# Casa Forn (Girona)
La Casa Forn és un edifici del municipi de Girona que forma part de l'Inventari del Patrimoni Arquitectònic de Catalunya. A principis del segle XXI l'edifici ha estat rehabilitat per contenir-hi una part de serveis de la Diputació de Girona.

## Descripció
És un edifici de planta rectangular i cantoner, amb un petit pati interior que conté l'escala que accedeix als pisos. Es conserva un interessant artesanat al sostre de la galeria del pati. La façana presenta una porta adovellada i finestres amb arcs conopials, essent remarcable la finestra cantonera del primer pis, amb ornamentació d'origen flamíger a l'intradós.